# Picus
Picus é um género de aves da família dos pica-paus. Tem espécies cuja área de distribuição se estende pela Europa, Ásia e Norte de África. São, geralmente, pica-paus de grandes dimensões com a parte superior do corpo verde. Encontram-se em florestas ou habitats menos arborizados. Procedem à postura de ovos brancos em ninhos escavados em troncos de árvores, geralmente sobre uma camada de lascas de madeira.
Os pica-paus do género Picus são na maioria insectívoros, existindo algumas espécies especializadas na captura de formigas ou térmitas. Outras espécies podem também consumir frutos ou ovos. Os insectos são capturados com um movimento rápido da língua que se estende para o exterior, ficando presos à sua extremidade devido à saliva espessa que a cobre. 
Este é um género menos dependente das árvores que outros grupos de pica-paus, já que se alimentam frequentemente no chão, junto a termiteiras e formigueiros.

## Espécies
- Pica-pau-de-nuca-amarela-pequeno, Picus chlorolophus
- Pica-pau-d'asa-carmesim, Picus puniceus
- Pica-pau-lanceolado, Picus viridanus
- Pica-pau-rendado, Picus vittatus
- Pica-pau-de-garganta-listada, Picus xanthopygaeus
- Pica-pau-escamoso, Picus squamatus
- Pica-pau-japonês, Picus awokera
- Pica-pau-verde, Picus viridis
- Pica-pau-verde-ibérico, Picus sharpei
- Pica-pau-mourisco, Picus vaillantii
- Pica-pau-de-colar-vermelho, Picus rabieri
- Pica-pau-de-cabeça-preta, Picus erythropygius
- Pica-pau-cinzento, Picus canus
- Pica-pau-de-samatra, Picus dedemi